# Правдиво про Пейкрафта
«Правдиво про Пейкрафта» (англ. The Truth About Pyecraft) — комедійне оповідання англійського письменника Герберта Веллса. Видане у 1888 році.

## Сюжет
Товстий містер Пейкрафт керує лондонським клубом і дошкуляє містеру Формаліну. Через це Формалін вирішує написати правдиву історію про Пейкрафта, розкривши їхню спільну таємницю.
У розповіді Формаліна Пейкрафт дратує його своїми нудними історіями, особливо про проблеми через ожиріння. Згодом Формалін приносить окультний рецепт своєї прабабусі з Індостану, і Пейкрафт вирішує скористатися ним для схуднення. Проте, рецепт подіяв не так, як очікувалося. Пейкрафт не схуд, а лишився товстим, при цьому ставши майже невагомим.
Формалін допомагає Пейкрафту, що літає, наче повітряна кулька, пересуватися за допомогою різних хитромудрих пристроїв. Наприклад, Пейкрафт спускається з книжкової шафи, взявши декілька важких томів Британської енциклопедії. Потім Формаліну спадає на думку, що одяг Пейкрафта можна обтяжити шматками свинцю, щоб він тримався на землі. Він також знаходить різні переваги в невагомості. Наприклад, Пейкрафт міг би плавати кораблем, не боячись потонути.
Пейкрафт завдяки важкому одягу повертається до клубу за допомогою Формаліна. Він домовляється з Формаліном ніколи не розповідати про наслідки використання індійського рецепту. Та Пейкрафт не змінює своїх звичок, тому Формалін пише про нього оповідання, щоб помститися.

## Адаптації
- «Як втратити вагу» (Как потерять вес, 1986) — радянський короткометражний мультфільм.
- «Правдиво про Пейкрафта» (1987) — радіоверсія для серіалу CBC «Точка зникнення».
- «Правдиво про Пейкрафта» (2001) — частина третього епізоду мінісеріалу «Нескінченні світи Герберта Веллса».